# Annapurna Interactive
Pour les articles homonymes, voir Annapurna (homonymie).
Annapurna Interactive (ou Annapurna Games, LLC) est un éditeur de jeux vidéo américain. Il s'agit d'une filiale d’Annapurna Pictures.
Entre sa fondation en 2016 et son changement de direction en 2024, la société se distingue dans l'industrie vidéoludique par le consensus qui entoure la qualité critique de son portfolio.
Parmi les jeux vidéo notables qu'elle a édités se trouvent What Remains of Edith Finch (2017), Outer Wilds (2019), Stray (2022) et Cocoon (2023).

## Historique

### Création et consensus critique (2016-2024)
La société est fondée le 1er décembre 2016 en tant que filiale d'Annapurna Pictures avec pour ambition de développer les activités d'Annapurna dans le secteur des jeux interactifs. Les premiers employés de la société sont des exécutifs d'Annapurna Pictures, le producteur Neale Hemrajani et le directeur de la technologie, James Masi, ainsi que plusieurs vétérans du jeu vidéo, comme Nathan Gary, Deborah Mars, Hector Sanchez et Jeff Legaspi, qui ont travaillé pour Sony Interactive Entertainment et Warner Bros. Interactive Entertainment. Jenova Chen est également conseiller de la société.
La société souhaite alors éditer des jeux « personnels, émotionnels et originaux ».
Le jour de sa création, la société annonce des contrats d'édition avec plusieurs développeurs indépendants : les jeux Gorogoa, What Remains of Edith Finch, un projet sans titre (révélé plus tard sous le nom de Wattam) de Keita Takahashi et un jeu non annoncé (ultérieurement révélé sous le nom de Florence) de Ken Wong, le concepteur de Monument Valley.
Forbes note que l'année 2016, durant laquelle Annapurna publie seulement What Remains of Edith Finch et un portage du jeu Flower, tous deux très remarqués, aide cet éditeur naissant à se distinguer et à crédibiliser sa marque de fabrique, là où d'autres jeunes éditeurs auraient pu miser sur des projets risqués et échouer : « Ce n'était que la naissance d'un portfolio qui est devenu un réel mètre étalon à grands jeux pour l'industrie,. »
En 2017, Annapurna Interactive annonce l'édition de davantage de jeux indépendants, notamment The Artful Escape, Ashen et Telling Lies,,.
En 2019, l'équipe dirigeante change partiellement avec le départ d'Hector Sanchez et l'arrivée de Nathan Vella, ancien cofondateur du studio Capybara Games.
En 2019 sort Outer Wilds, jeu d'exploration spatiale acclamé par la critique et ayant remporté plusieurs distinctions, notamment celle de jeu de l'année selon The Guardian. L'accueil du public est également excellent et le jeu se construit une solide base de fans au fil des années.
Ainsi, lorsque Stray est publié en 2022, le studio a déjà une réputation solide et le jeu est un succès commercial.
En 2021, alors que la branche cinématographique Annapurna Pictures accumule les pertes, Megan Ellison nomme Nathan Gary comme président du groupe Annapurna ; pour le remplacer à la tête d'Annapurna Interactive, Deborah Mars et Nathan Vella sont promus co-directeurs de l'éditeur vidéoludique. IGN rapporte que, les années suivantes, Gary aurait concentré les ressources du groupe entier sur la division vidéoludique. À l'époque, Megan Ellison est elle-même très peu impliquée dans la gestion d'Annapurna Interactive.
En 2023, Annapurna rachète 24 Bits Games, un studio de développement basé en Afrique du Sud avec lequel Annapurna Interactive avait déjà collaboré (notamment pour 12 Minutes ou encore Cocoon). Il s'agit de la première acquisition de studio effectuée par Annapurna Interactive.
Au début des années 2020, l'entreprise apparaît comme « l'un des éditeurs de jeux vidéo les plus appréciés » du milieu.

### Changement de direction (depuis 2024)
Au cours de l'année 2024, d'importants changements parmi les effectifs de la direction d'Annapurna Interactive mènent à la démission collective de l'intégralité des employés de la branche vidéoludique, ainsi qu'à une confusion au sein des instances dirigeantes du groupe Annapurna et à l'inquiétude de plusieurs développeurs en cours de contrat d'édition avec l'entreprise.
Ces changements trouvent leur origine en mars 2024 lorsque deux dirigeants historiques d'Annapurna, James Masi et Nathan Gary, sont licenciés ou voient leurs responsabilités modifiées lorsque Megan Ellison décide de se ré-impliquer dans la branche cinématographique du groupe. En solidarité de leurs départs, plusieurs employés démissionnent, un acte qui surprend l'entreprise ; à la proposition d'Ellison, tous réintègrent Annapurna, et des discussions commencent pour éventuellement diviser l'entité vidéoludique et permettre à Masi et Gary de conserver leur vision éditoriale. À l'époque, leur plan est de fonder avec les effectifs d'Annapurna Interactive une nouvelle compagnie, nommée Verset, qui appartiendrait pour moitié au groupe Annapurna, et qui partagerait avec lui les revenus des contrats d'édition alors en cours. Dans les mois suivants, ce projet est peu à peu mis en œuvre.
Le 6 septembre 2024, Nathan Gary, cofondateur et président d'Annapurna Interactive depuis 3 ans, quitte la société, accompagné par Deborah Mars et Nathan Vella, tous deux co-directeurs de la section jeux indépendants d'Annapurna. Il est alors remplacé par Hector Sanchez, venu d'Epic Games, qui orienterait l'éditeur vers plus de jeux triple-A. Une semaine plus tard, dans la nuit du 12 au 13 septembre 2024, Jason Shreier, journaliste chez Bloomberg News, annonce la démission de la totalité du personnel d'Annapurna Interactive, soit 25 membres. Cela fait suite à la rétraction de Megan Ellison, fondatrice d'Annapurna Interactive et fille du milliardaire américain Larry Ellison, dans les négociations visant à faire d'Interactive une société à part entière de la maison-mère Annapurna Pictures. 
En réaction à ce qui apparaît comme un séisme dans l'écosystème des jeux indépendants, et pour rassurer ses partenaires, Megan Ellison déclare : « Notre priorité absolue est de soutenir nos partenaires durant cette transition. Nous maintenons tous les jeux planifiés et comptons toujours nous étendre parmi les médias interactifs tandis que nous cherchons des opportunités pour mieux intégrer nos modèles de narration au cinéma, à la télévision, dans les jeux vidéo et au théâtre ». De son côté, Hector Sanchez a affirmé aux développeurs que la société honorerait les contrats existants et qu'il remplacerait le personnel qui est parti. Selon lui, il ne doit pas non plus y avoir d'incidence directe sur Control 2, Remedy ayant signé avec Annapurna Pictures (la maison-mère), contre les droits d'adaptations cinématographique,,,.
Le 8 juillet 2025, Granjinhaa, un enquêteur des forums, révèle que la société fondée par les anciens employés d'Annapurna Interactive s'intitule Fictions et prévoit d'éditer les jeux Beast of Reincarnation, développé par Game Freak, et LEGO Party, développé par SMG Studio,.

## Jeux édités
| Année   | Titre                        | Développeur           | Plateforme                                                                                   |
| ------- | ---------------------------- | --------------------- | -------------------------------------------------------------------------------------------- |
| 2017    | What Remains of Edith Finch  | Giant Sparrow         | Microsoft Windows, PlayStation 4, Xbox One, Nintendo Switch                                  |
| 2017    | Flower                       | thatgamecompany       | Microsoft Windows, iOS                                                                       |
| 2017    | Gorogoa                      | Jason Roberts         | Microsoft Windows, OS X, iOS, Android, Nintendo Switch, PlayStation 4, Xbox One              |
| 2018    | Florence                     | Mountains             | iOS, Android                                                                                 |
| 2018    | Donut County                 | Ben Esposito          | Microsoft Windows, PlayStation 4, OS X, iOS, Xbox One, Nintendo Switch                       |
| 2018    | Gone Home                    | Fullbright            | Nintendo Switch, iOS                                                                         |
| 2018    | Ashen                        | A44                   | Microsoft Windows, Xbox One                                                                  |
| 2019    | Sayonara Wild Hearts         | Simogo                | Nintendo Switch, OS X, iOS, tvOS                                                             |
| 2019    | Wattam                       | Funomena              | Microsoft Windows, PlayStation 4                                                             |
| 2019    | Outer Wilds                  | Mobius Digital        | Microsoft Windows, Xbox One                                                                  |
| 2019    | Journey                      | thatgamecompany       | Microsoft Windows                                                                            |
| 2019    | Telling Lies                 | Sam Barlow            | Microsoft Windows, macOS                                                                     |
| 2020    | Kentucky Route Zero          | Cardboard Computer    | PlayStation 4, Xbox One, Nintendo Switch                                                     |
| 2020    | The Pathless                 | Giant Squid           | Microsoft Windows, PlayStation 4, OS X, iOS, tvOS                                            |
| 2020    | I Am Dead (en)               | Hollow Ponds          | Microsoft Windows, Nintendo Switch                                                           |
| 2020    | The Unfinished Swan          | Giant Sparrow         | Microsoft Windows, iOS                                                                       |
| 2020    | If Found…                    | Dreamfeel             | Microsoft Windows, Nintendo Switch, iOS                                                      |
| 2021    | Maquette                     | Graceful Decay        | Microsoft Windows, PlayStation 4, PlayStation 5                                              |
| 2021    | 12 Minutes                   | Luís António          | Microsoft Windows, Xbox One, Nintendo Switch                                                 |
| 2021    | Solar Ash,                   | Heart Machine         | Microsoft Windows, PlayStation 4, PlayStation 5                                              |
| 2021    | The Artful Escape            | Beethoven & Dinosaur  | Microsoft Windows, Xbox One, OS X, iOS, tvOS                                                 |
| 2022    | Stray                        | BlueTwelve Studio     | Microsoft Windows, PlayStation 4, PlayStation 5, SteamOS, Nintendo Switch                    |
| 2022    | A Memoir Blue (en),          | Cloisters Interactive | Microsoft Windows, PlayStation 4, PlayStation 5, Xbox One, Xbox Series, Nintendo Switch, iOS |
| 2022    | Neon White                   | Angel Matrix          | Microsoft Windows, Nintendo Switch                                                           |
| 2023    | Cocoon                       | Geometric Interactive | Microsoft Windows, PlayStation 4, PlayStation 5, Xbox Series, Nintendo Switch                |
| 2023    | Thirsty Suitors              | Outerloop Games       | Microsoft Windows, PlayStation 4, PlayStation 5, Xbox One, Xbox Series, Nintendo Switch      |
| 2023    | Storyteller                  | Daniel Benmergui      | Microsoft Windows, Nintendo Switch                                                           |
| 2024    | Open Roads                   | Fullbright            | Microsoft Windows, PlayStation 4, PlayStation 5, Xbox Series                                 |
| 2024    | Lorelei and the Laser Eyes   | Simogo                | Microsoft Windows, Nintendo Switch                                                           |
| 2024    | Flock                        | Hollow Ponds          | Microsoft Windows, PlayStation 4, PlayStation 5, Xbox One, Xbox Series                       |
| 2025    | to a T                       | uvula                 | Microsoft Windows, PlayStation 4, PlayStation 5, Xbox One, Xbox Series                       |
| À venir | Blade Runner 2033: Labyrinth | Annapurna Games       | Microsoft Windows                                                                            |
| À venir | Skin Deep                    | Blendo Games          | Microsoft Windows                                                                            |
| À venir | Silent Hill: Townfall        | No Code               | PlayStation 5, Microsoft Windows                                                             |